# Mero River
Der Méro River ist ein Fluss an der Westküste von Dominica im Parish Saint Joseph.

## Geographie
Der Méro River entspringt an einem Vorgebirge an der Westküste von Dominica, Deux Bras / En Bas Chute (Mount Vernon). Er erhält seinen Namen vom gleichnamigen Ort, in dessen Siedlungsgebiet er auch mündet. Der Fluss entspringt mit zwei Hauptquellbächen im Gipfelbereich des Berges und verläuft nach Westen und tritt bald darauf ins Siedlungsgebiet von Méro ein, wo er ins Karibische Meer mündet.
In unmittelbarere Nähe seiner Quellen entspringt auch der St. Joseph River.